# Chrysopa parallela
Chrysopa parallela is een insect uit de familie van de gaasvliegen (Chrysopidae), die tot de orde netvleugeligen (Neuroptera) behoort. 
Chrysopa parallela is voor het eerst wetenschappelijk beschreven door Navás in 1931.